# 李云翔 (清朝)
李云翔，广东新兴人，是一名清朝政治人物。
李云翔曾于1778年接替缨廷玢任金山县知县一职，1779年由李龙湛接任。